# Miguel Ángel Benítez
Miguel Ángel Benítez Pavón (* 19. Mai 1970 in Santísima Trinidad, Paraguay) ist ein ehemaliger paraguayischer Fußballspieler. Er nahm an der Fußball-Weltmeisterschaft 1998 teil.

## Karriere

### Verein
Benítez begann seine Karriere bei unterklassigen Vereinen in Paraguay. 1987 wechselte er nach Europa, wo er die folgenden fünf Jahre beim Calpe FC in Spanien spielte. 1993 wurde er von Atlético Madrid verpflichtet. Bei Atlético kam er meistens nur in der zweiten Mannschaft zum Einsatz und wurde für zwei Spielzeiten an UD Almería und CP Mérida verliehen.
1996 wechselte er zu Espanyol Barcelona. Im Februar 2000 zog er sich im Ligaspiel gegen seinen alten Klub Atlético nach einem Foul seines Landsmanns Celso Ayala eine schwere Knieverletzung zu. Dadurch verpasste er das Finale um die Copa del Rey 2000, welches Espanyol gegen Atlético gewann.
Nach dem Ende seines Vertrags bei Espanyol ging er im Januar 2002 zurück nach Paraguay, wo er mit dem Club Olimpia die Copa Libertadores 2002 und die Recopa Sudamericana 2003 gewann.
Nach einer weiteren Spielzeit für Almería in der Segunda División spielte Benítez, der auch die spanische Staatsangehörigkeit besitzt, bis zum Ende seiner Karriere für Klubs in Südamerika. Nach einer Saison bei Universitario de Deportes aus Peru kehrte er nach Paraguay zurück, wo er für Sportivo Luqueño, den Club Olimpia und den Club Guaraní spielte. Dort beendete er 2007 seine aktive Laufbahn.
Danach trainierte er den Aufsteiger in die Primera División Club Silvio Pettirossi, mit dem er den Klassenerhalt sowohl in der Torneo Apertura als auch in der Torneo Clausura deutlich verpasste.

### Nationalmannschaft
Bei der Weltmeisterschaft 1998 in Frankreich stand Benítez im paraguayischen Aufgebot. Er kam in allen Partien Paraguays zum Einsatz und verwandelte im dritten Gruppenspiel gegen Nigeria einen Foulelfmeter. Paraguay scheiterte im Achtelfinale am späteren Weltmeister Frankreich.
Im folgenden Jahr wurde er in den Kader für die Copa América 1999 berufen. Auch bei diesem Turnier wurde er in allen Spielen eingesetzt. Im Gruppenspiel gegen Japan erzielte er zwei Tore. Im Viertelfinalspiel gegen Uruguay brachte er sein Team nach 15 Minuten in Führung. Nachdem es am Ende der regulären Spielzeit und nach Verlängerung 1:1 stand, musste ein Elfmeterschießen über das Weiterkommen entscheiden. Beim Stand von 3:4 verschoss Benítez als vierter paraguayischer Schütze. Federico Magallanes verwandelte den letzten Elfmeter für Uruguay und Paraguay schied aus. 
Zwischen 1996 und 1999 bestritt Benítez 30 Länderspiele für Paraguay, in denen er elf Tore erzielte.

## Titel und Erfolge
- Spanischer Pokalsieger: 2000
- Copa Libertadores: 2002
- Recopa Sudamericana: 2003